# Steven Haney
Steven Haney jr. (East Lansing, 29 maggio 1996) è un cestista statunitense.